# カワサキ・ニンジャ1000
ニンジャ1000（Ninja1000）はカワサキモータースが製造しているニンジャシリーズのオートバイである。車名は日本・北米・東南アジアではNinja1000、欧州ではZ1000SX（ゼット1000エスエックス）として販売されていたが、2020年モデルからNinja1000SXとして統一される見込みである。本項ではニンジャ1000として記述する。

## 2011年モデル（初代）
ニンジャ1000は、2011年に発売された。Z1000をベースとさせながらフルフェアリングを持ちSSとツアラーの機能を持たせたオートバイである。カワサキは、全てのオートバイのジャンルに満足できなかったライダーへの新カテゴリーとしている。
エンジン、フレーム、足回りはZ1000と共通、フェアリングには角度調整式のウインドウスクリーンを採用。Z1000SXの車名で販売される欧州モデルでは、パニアケースを標準装備したZ1000SX Tourerと、トップボックスを標準装備したZ1000SX Cityが用意される。
2012年モデル、2013年モデルはカラーリングパターンが変更・追加された。エンジンスペックなどは変更はない。

## 2014年モデル（2代目）
2代目にあたる2014年モデルでは小変更が行われた。マフラーをはじめとした外装の一部が変更された他、3段階のトラクションコントロール、取付方法が簡略化されエンジンキーで開閉可能な専用パニアケース、工具なしでプリロード調節が可能なリアサスペンションなど様々な変更が加えられている。
2015年モデルはカラーリングの変更のみ行われた。
2015年に2016年モデルが発表され、アシスト&スリッパ―クラッチが新採用された。

## 2017年モデル（3代目）
2016年に、フルモデルチェンジされた2017年モデルが発表された。ヘッドライトにLEDヘッドライトを新採用。これにより前モデルまではロービームは片目点灯だったが、ロー・ハイビームともに両目点灯となった。ウインカーは張り出しがなくなり、カウルと一体化したデザインとなった。同年3月15日より日本国内仕様として Ninja 1000 ABS が発表された。
2017年に2018年モデルが発表され、日本では2017年9月1日から販売された。2018年以降のカワサキ車からは車名にABSは付かなくなりNinja 1000となる。
2018年に2019年モデルが発表された。カラーリングの変更。タコメーターの針先が赤色に変更、スピードメーターが白黒反転に変更されメーター視認性の向上がされる。（カタログには掲載されてないが販売店などにはメーカーから通知が写真付きで来ている。）

## 2020年モデル（4代目）
カワサキは2019年に開催されたEICMAにて4代目にあたる2020年モデルであるニンジャ1000SXを発表した。前述のとおりニンジャ1000SXとして統一された。スポーツ+ツアラーのコンセプトは踏襲。見た目上の違いは、前モデルまではマフラーは左右出しだったが、4代目は右片側のみとなった。これにより車両の軽量化に貢献している。メーターパネルはフルカラー液晶パネルを搭載。すべての灯火類はLEDを採用。電子制御関連では、ライディングモード、クイックシフター、クルーズコントロール、電子制御スロットルなどが初採用された。ニンジャ1000SXにはパニアケースを標準装備したニンジャ1000SXツアラーも用意される。日本では2020年夏頃発売予定であったが、2020年4月4日に発売開始となった。